# マタイによる福音書2章
マタイによる福音書2章（またいによるふくいんしょ2しょう）は、新約聖書のマタイによる福音書の中の一章。1章に続いてイエスの誕生物語である。イエスを新たなモーセとして描いている。また、旧約聖書で言われていたベツレヘムでの誕生、ヘロデの幼児虐殺、エジプトからの出立、ナザレの人と呼ばれることの預言成就が語られている。

## 日本語訳
マタイによる福音書2章は23節からなる。

## 解釈
1節で占星術の学者μάγοι (magoi,新共同訳では占星術の学者と訳しているが、magoiは占星術以外にも宗教、医学、夢解釈など広範囲の知を扱う学者の意味も含む。共同訳聖書では当方の博士と訳している。)がイエスのもとを訪れる。ヘロデはユダヤ人の王が生まれたという知らせに接したため危機感を抱く。エルサレムの人々の不安についてカルヴァンはエルサレムの人々が長きに渡って抑圧され続けたため疲弊しきっており、希望を失っていた状態にあった。そのため大きな変化が起こるとさらに状況が悪化するのではないかと心配になったとしている。

5-6節で律法学者がベツレヘムでメシアが生まれると語る。言及されている旧約聖書の引用句はミカ書5章1節である。
6節ではby no means,つまり強い否定を表すοὐδαμῶς(oudamós)を付加し、ベツレヘムは決して一番小さいものではないとしている。ベツレヘムの重要性を強調するためマタイの考えに合うよう改作したことの読みもあるが、カルヴァンのように「お前から指導者が現れ、わたしの民イスラエルの牧者となるからである。」に着目し、ベツレヘムは確かに小さいものであってもメシアが現れ、民を牧することによって大いなる者とされるとの読みもある。人間が自分の行いによって救いを得ることができないとしても良き羊飼いであるイエスの導きによって救いが与えられるとのメッセージを読み取ることができる。祭司長や律法学者のような旧約聖書に通暁した人々がメシア誕生の場所を知りながらイエスを迎えに行こうともしなかったのに対し、当方の博士たちが彼らの学問によってメシアの誕生を知り、はるばると旅をし、イエスを拝んで黄金、乳香、没薬を献げている。このことによりユダヤ人たちがメシアを受け入れなかったこととイエスの福音がユダヤ人にとどまらず異邦人へ、全世界へと宣べ伝えられるものであることが示されている。

マタイ21章33-46節でもイエスがたとえ話を用いてそのことを語っている。
12節からはヘロデがメシアの殺害に乗り出したことが描かれている。ヘロデの幼児虐殺

命令によりイエスがイスラエルをエジプトから解放したモーセのイメージと重ね合わされている。ただしモーセとは異なり神の子であることを強調するためホセア書11章1節を引用する。(新共同訳では彼を呼び出し、わが子としたと訳されているが共同訳聖書ではホセア11章1節でも私の子を呼び出したと訳している。)
18節はエレミヤ書31章15節の引用である。ラマはベツレヘムから北方10キロ足らずの地点にある。ヘロデによる幼児虐殺とベツレヘムが結び付けられている。
19節のヘロデの死をきっかけに一家はエジプトからイスラエルの地に帰る。(ヘロデの幼児虐殺は聖書以外の記録がない。ヘロデは死に際して自分の死が悲しまれないであろうことを察しており、全国民に悲嘆の叫びを上げさせるため家族の一員を殺すよう命じるなど残虐な暴君であるとヨセフスにより書かれている。)アルケラオも過酷な統治を行ったが、在位10年で追放されている。

23節のナザレの人と呼ばれるという引用句は哀歌4章7節や士師記13章5節のようにナジル人と関連付ける説もあるが、新共同訳聖書や共同訳聖書の引照などのようにイザヤ書11章1-2節と考える読みが広く支持を得ている。若枝のヘブライ語はנֵ֖צֶר(nétser)で、ギリシア語に転化する際にナザレの人Ναζωραῖος(Nazóraios)となったと考えられる。